# Tight end

Posición del tight end.

Tight end (TE) o ala cerrada es una posición en el fútbol americano y canadiense que forma parte de la línea ofensiva. Su presencia es opcional, ya que hay formaciones sin tight ends y formaciones que incluyen hasta tres de ellos. 
El tight end es el último hombre en la línea ofensiva, que a veces se separa de ella recibiendo el nombre de split end; pero sus funciones no son las de un miembro de la misma. Puede bloquear a jugadores de la defensa para abrir huecos a su running back, o bien servir como receptor de pases cortos.

## Números
En la NFL los tight end solo pueden llevar los números del 40 al 49 y del 80 al 89.